# Conus concolor
Conus concolor é uma espécie de gastrópode do gênero Conus, pertencente à família Conidae.